# Бита
Эта статья посвящена спортивному инвентарю. Если Вы интересуетесь монтажным инструментом, смотрите соответствующий раздел статьи Отвёртка.
Би́та (или бита́) — спортивный снаряд, которым игроки в некоторых играх (спортивных играх) пытаются отбить поданный мяч.

## Виды и типы
Биты в разных видах спорта отличаются формой, размером и способом нанесения удара по мячу. В отличие от ракеток, биты сделаны из твёрдого материала и не содержат в себе частей, способствующих повышению упругости. Биты используются в лапте, бейсболе, крикете.

### Бейсбольная бита
Бейсбольная бита выполнена в виде круглого в сечении стержня. Игрок удерживает биту в её самой тонкой части. Бита равномерно утолщается, достигая максимальной толщины в части, используемой для удара по мячу. Бита по правилам ограничена в размерах 42 дюймами (106,7 см) в длину и 2,75 дюймами (7 см) в диаметре сечения. Игроки стараются отбить мяч, удерживая биту обеими руками.
В профессиональном бейсболе игроки обязаны использовать биту, сделанную целиком из дерева, не содержащую полостей и посторонних материалов, например, пробки. Деревянные биты обычно делают из ясеня. В качестве материала для изготовления бейсбольных бит также используются клён, гикори, бук, берёза.
В любительском бейсболе могут использоваться также биты, сделанные из металла. Обычно используются сплавы алюминия. Металлическая бита позволяет отбивать мяч с большой скоростью, прилагая при этом меньшие усилия.
В начале 1990-х годов на Постсоветском пространстве бейсбольная бита получила активное распространение в деятельности, не связанной со спортом. Она стала использоваться для избиения людей и другой деятельности, связанной с совершением различных преступлений, а также как доступное оружие самообороны. К примеру, часто биты возят в салонах автомобилей таксисты и водители седельных автопоездов, поскольку их работа связана с повышенным риском.

### Бита для русской лапты
Бита для лапты должна быть цельнодеревянной, без дополнительной обмотки, длиной 60—110 см и диаметром 50 ± 1 мм. Диаметр рукоятки биты не менее 3 см, длина рукоятки не более 30 см. Конец рукоятки имеет утолщение, обеспечивающее безопасность при проведении ударов по мячу. Каждый игрок может пользоваться индивидуальной битой, соответствующей размерам. Игрокам в возрасте до 12 лет разрешается пользоваться плоской битой длиной 80 см шириной до 6 см и толщиной 2 см.
Масса биты не должна превышать 1500 ± 50 граммов.

### Крикетная бита
Бита для крикета выполнена в форме лопасти, плоской с одной стороны и с треугольным выступом для придания жёсткости с другой стороны. Бита оснащена ручкой цилиндрической формы, с помощью которой её обеими руками удерживают игроки. Ручка биты обычно обмотана тканью или резиной.
Крикетная бита обычно изготавливается из ивы. Размеры биты не должна превышать 96,5 см в длину и 10,8 см в ширину. Бита обычно весит от 1,1 до 1,4 кг.

## Бита как холодное оружие
Большинство людей, приобретающих бейсбольные биты в России, не используют их по прямому назначению. Особенности конструкции биты позволяют наносить ею мощные и тяжёлые удары.
Это обуславливает использование её в качестве холодного оружия ударно-дробящего действия. Бейсбольная бита — это реинкарнация известных с доисторических времен палиц и дубинок. Бита хорошо отцентрована, делается из твёрдой прочной древесины, очень удобна для удержания одной рукой.
Изначально бейсбольные биты в качестве оружия использовались на родине бейсбола в США уличными хулиганами и молодёжными преступными группировками. В начале 1990-х бейсбольные биты появились в спортивных магазинах городов бывшего СССР и немедленно стали использоваться в целях, далёких от спорта. Их популярности способствовали голливудские фильмы и широкая доступность. Экзотический спортинвентарь стал альтернативой ножам и кастетам, запрещённым законодательством. Приобретение и хранение бейсбольных бит не регламентируется законом и не требует специальных разрешений. Поэтому её часто используют в качестве оружия не только хулиганы и бандиты, но и вполне законопослушные граждане.
Особую популярность биты приобрели в качестве средства самообороны, не требующего скрытого ношения. Биты возят водители, чья работа связана с особым риском, — дальнобойщики и таксисты, водители маршруток.
Спрос на бейсбольные биты при практическом отсутствии играющих в бейсбол в России — тема для многочисленных шуток. «В прошлом году в Российской Федерации было продано 500 000 бейсбольных бит, две пары перчаток и один бейсбольный мяч».
Также биту делают кустарным способом из мягкой древесины, заливая в верхнюю часть свинец, для изменения её центровки.